# 直隷派
直隷派（ちょくれいは）は、中華民国時代における中国の軍閥である。直隷軍閥とも称する。1916年の袁世凱の死後、その北洋軍閥が分離して成立した。1920年から1924年には他派を破って北京政府の実権獲得に成功したものの、1926年からの中国国民党による北伐によって1928年に壊滅した。その名前は当初直隷派を率いていた馮国璋が直隷省出身だった事に因む。

## 直隷派の成立 (1916年 - 1918年)

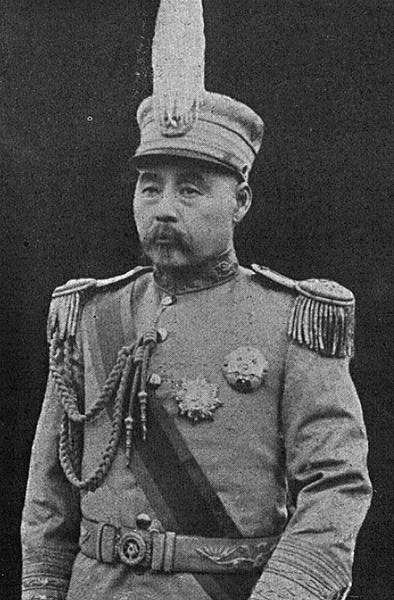
馮国璋

1916年6月の袁世凱の死によって、彼の率いていた北洋軍閥は求心力を失って分裂する。まずは国務総理として既に実権を握っていた段祺瑞率いる安徽派（皖系）が政権を担うが、袁世凱の後継として大総統に就任した黎元洪と府院の争いと呼ばれる権力闘争を始める。この時期、直隷派の馮国璋は南京の留守居役にあったため中央政治からは遠ざかっていたが、黎元洪が段祺瑞を牽制するために1916年10月30日に馮国璋を副大総統に任命する。この人事によって表舞台に立った彼はにわかに権力を意識し始める。
1917年7月に黎元洪が失脚すると、馮国璋が大総統代理に任命された。だが同年9月に孫文が広東軍政府を組織して中華民国からの独立を宣言すると、その対応で国論が二分する。国務総理の段祺瑞は武力征伐を主張し、大総統代理の馮国璋は武力行使に反対した。これが「和戦の争い」である。結局段祺瑞は、袁世凱死後の東北地方を纏め上げた張作霖率いる奉天派（奉系）と連合して南征を強行、さらに1918年の新国会（安福国会）での多数派工作にも成功して、馮国璋を大総統の地位から引きずり下ろした。

## 直隷派政権の確立 (1920年 - 1924年)

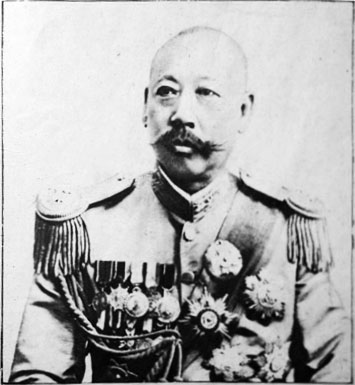
曹錕

1919年に直隷派の馮国璋が病死すると、直隷派はさらに保定派（曹錕派）と洛陽派（呉佩孚派）に分かれた。彼等は馮国璋よりも権力に対して貪欲であり、他派との抗争に打ち勝って政権を握る。その政権は前後期に分ける事ができ、前期は奉天派との連立政権であり、後期は単独政権であった。

### 直隷派・奉天派 連立政権 (1920年 - 1922年)
1918年に直隷派が政権から降ろされて以降政権を担っていた段祺瑞だが、余りに日本寄りの政策を展開したために、五四運動など反日感情の高まりと共にその声望は低下していく。そこに目を付けた曹錕ら直隷派はイギリス・アメリカの後押しを受けて、奉天派の張作霖と同盟して、1920年7月に直皖戦争（安直戦争）で段祺瑞率いる安徽派を破り政権を手中に収める。
だが、連立政権を樹立するには直隷派（曹錕・呉佩孚）も奉天派（張作霖）も共に権力欲が強過ぎた。結局政権の主導権をどちらが握るかで内部対立し、1922年4月の第一次奉直戦争で直隷派が奉天派を破って直隷派単独政権を樹立する。

### 直隷派 単独政権 (1922年 - 1924年)
北京政府の実権は直隷派が握る事にはなったが、だが保定派の曹錕の政治的野心は「実権」という黒子ではなく、「大総統」という表舞台を求めていた。しかし洛陽派の呉佩孚は直隷派単独で政権を維持するには支持層が少なすぎる事を憂いた。この当時の中国で直隷派に同調しない層としては、中央に大総統の徐世昌が、南部・西部は国民党及び地方軍閥が、東北地方には奉天系の張作霖らがいた。直隷派が北京政権を独占すれば、当然これらの勢力の反対を受けるに違いない。そこで呉佩孚は「誰もが納得する方策」をとる必要性を感じていた。
まず呉佩孚は1917年7月以降の安徽派主導の政治体制・国会運営を否定し、それ以前への回帰を宣言した。これは国民党の主張に合致し、さらに安徽派時代に就任した徐世昌大総統を失脚させる事ができる。こうして後ろ盾を失くした徐世昌は1922年6月2日に大総統を辞職する。そのうえで直隷派は1917年7月まで大総統の地位にいて政治的に害のない黎元洪を再度大総統に据えた。
だが自身が大総統になる事を望んだ曹錕は、1923年に黎元洪を辞任させ、自身が大総統に就任した。曹錕のこの露骨な権力欲に反対した諸派は「反直同盟」を結んでこれに対抗し、1924年に奉天派と再び争った際（第二次奉直戦争）、直隷派の馮玉祥が裏切ったこともあり直隷派は敗北。曹錕は北京で軟禁され、北京政府の実権は奉天派へと移行した。

## 直隷派政権以降 (1924年 - 1928年)

1925年の中国。黄緑と薄緑が直隷派の支配地域

直隷派政権が崩壊した後、その政治力学の結果として段祺瑞の執政府政権が成立した。だが中国国民党が中国共産党との国共合作に踏み切り、国民革命を狙って1926年に広州から北伐を開始すると、政権の立役者である馮玉祥と奉天派の張作霖が対立し始めた。これを機と見た呉佩孚は、「反共・反国民党」で張作霖と結束し、中央政界への復帰を目指して北京に進攻、1926年4月に段祺瑞の政権も崩壊した。
ここで呉佩孚と張作霖は再び連合して政権を確立する。だが、政策的な食い違いから両者の足並みは揃わず、さらに1926年7月、地盤である華中を北伐によって失った呉佩孚は同年末には力を失った。
1928年、北伐が「北京占領」という形で完了し、北京政府が消滅した事で、直隷派は事実上消滅する。